# Кемп-Уэлч, Люси
Лю́си Эли́забет Ке́мп-Уэ́лч (англ. Lucy Elizabeth Kemp-Welch; 20 июня 1869, Борнмут, графство Дорсет, Великобритания — 27 ноября 1958, Уотфорд, графство Хартфордшир, Великобритания) — британская английская художница и преподавательница живописи. Специализировалась в анималистическом жанре.
Широкую известность ей принесли картины с изображениями лошадей на военной службе, которые она написала во время Первой мировой войны, а также иллюстрации к изданию «Чёрного Красавчика» Анны Сьюэлл в 1915 году.

## Ранние годы
Родилась в Борнмуте 20 июня 1869 года. Талант к рисованию проявился в ней в возрасте четырнадцати лет. Начальное художественное образование получила в Борнмутской художественной школе. В 1891 году, вместе с младшей сестрой Эдит, переехала в Буши, где обе поступили в художественную школу Губерта фон Геркомера. Будучи одной из лучших и самой любимой ученицей Геркомера, основала собственную студию в здании бывшей гостиницы «Кингсли». В 1905 году Кемп-Уэлч приняла на себя управление школой Геркомера. Она возглавляла её до 1926 года, сначала под названием школы живописи в Буши, затем, перевела её в свой дом под названием школы анималистической живописи Кемп-Уэлч. После 1928 года управление школой перешло к бывшей помощнице художницы — Маргерит Форбишер, и учебное заведение стало называться школой искусств Форбишер.
Ещё во время обучения живописи Кемп-Уэлч написала картину «Гуртовщики-цыгане ведут лошадей на ярмарку». Полотно было впервые представлено в Королевской академии в 1895 году. В 1897 году широкую известность художнице принесла её картина «Конная охота в Новом лесу», которая также была представлена в Королевской академии. Полотно за пятьсот гиней приобрёл фонд Чантри. Ныне оно хранится в собрании британской галереи Тейт.
В 1914 году Кемп-Уэлч стала президентом Общества художников-анималистов. В 1915 году она создала иллюстрации к изданию «Чёрной красавицы» Анны Сьюэлл. В качестве модели художница использовала Чёрную принцессу — лошадь лорда Роберта Бадена-Пауэлла. Кроме лошадей, Кемп-Уэлч писала и других животных, а также цветы и пейзажи. Она также написала две картины, посвящённые англо-бурской войне — «В поле зрения. Лорд Дандональд стреляет верхом на Ледисмит» (1901), хранится в собрании Мемориального королевского музея Альберта в Эксетере, и «Сыновья города», ныне в частной коллекции. На обеих картинах лошади были изображены во время участия в боевых действиях. Поэтому во время Первой мировой войны художница получила ряд значительных заказов.

## Первая мировая война

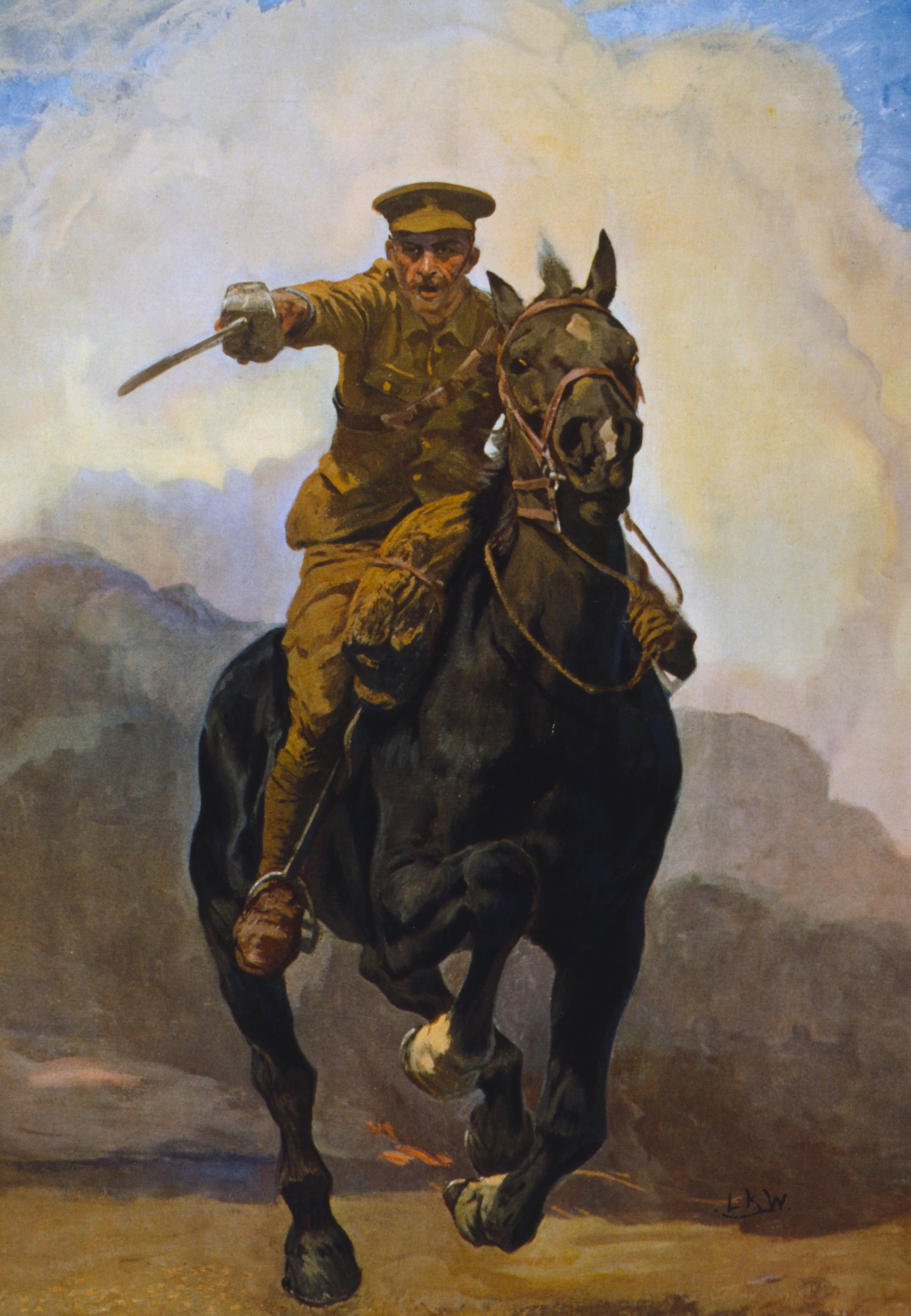
«Вперед! Вперед к списку победителей. Сейчас» (1914)

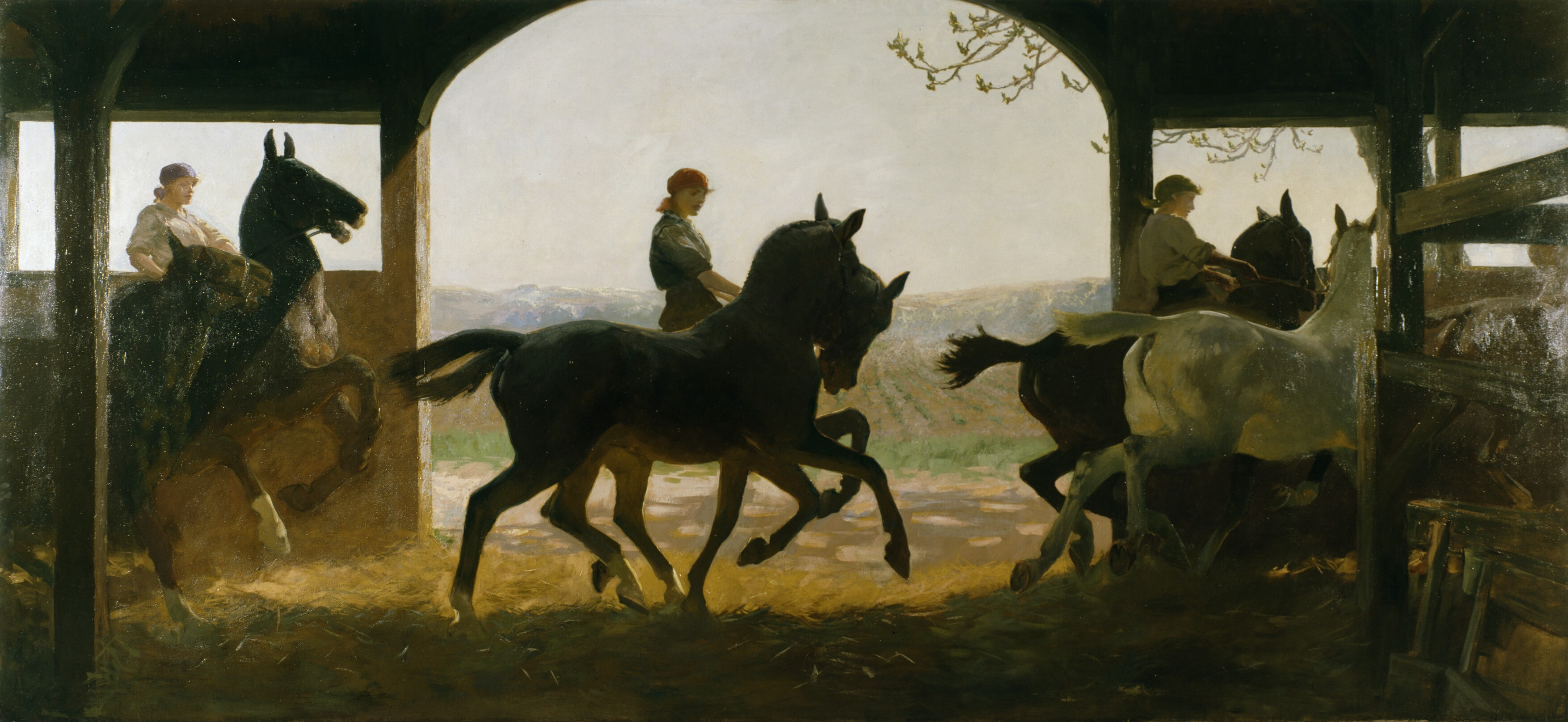
«Езда по соломе в Рассли-Парк. Конная часть, Уилтшир» (1919)

В декабре 1914 года британский парламентский комитет по подбору персонала заказал Кемп-Уэлч агитационный плакат для вербовки в армию. Она написала картину «Вперед! Вперед к списку победителей. Сейчас».
Во время Первой мировой войны женщины работали в армейских конных частях и занимались подготовкой лошадей для прохождения военной службы. Женская рабочая секция Императорского музея Первой мировой войны заказала Кемп-Уэлч картину о самой большой такой части, полностью занятой женщинами, в Рассли-Парк в Уилтшире. Руководство музея осталось недовольно картиной «Дамы армейской конной части. Рассли-Парк, Уилтшир», узнав о большем полотне, посвящённом той же теме, которое она собиралась продать частному клиенту за тысячу фунтов стерлингов. Кемп-Уэлч согласилась, что вторая картина, «Езда по соломе в Рассли-Парк. Конная часть, Уилтшир», была лучше первой и согласилась продать её музею. Однако она не смогла договориться об оплате с Женской рабочей секцией, и, после длительных переговоров, передала картину в дар музею.
В 1916 году Кемп-Уэлч получила разрешение посетить Королевский полевой артиллерийский лагерь в Булфорде на равнине Солсбери. Офицер, командовавший лагерем, позволил художнице делать эскизы. С этой целью в распоряжении Кемп-Уэлч оказались восемь батальонов конной артиллерии. Созданные ею эскизы лошадей в движении в непосредственной близости, легли в основу двух больших полотен: «Главы тяжелой пушечной команды» в Королевском артиллерийском институте и «Конная атака». Эти картины были показаны в Королевской академии в 1917 году. Последнюю приобрёл фонд Чантри для британской национальной галереи Тейта. Несмотря на популярность, картина подверглась критике за героизацию войны.
Кроме лагеря в Булфорде, Кемп-Уэлч писала с натуры и в других королевских артиллерийских лагерях, особенно в Гэмпшире, недалеко от Винчестера. Последней работой художницы, посвящённой Первой мировой войне, стала картина «Большие пушки на фронт», с изображением лошадей-шайров, тянущих оружие через снежный пейзаж. Картина была выставлена в Королевской академии в 1918 году и получила признание современников. В 1921 году полотно было куплено для Национального музея Уэльса в Кардиффе.

## Поздние годы
В 1924 году для Королевской биржи Кемп-Уэлч создала большую панель, посвящённую работе женщин во время Первой мировой войны. С 1926 года она сосредоточилась на изображении сцен цыганской и цирковой жизни и провела несколько лет, следуя за цирком Зангера и рисуя лошадей.
Большую часть своей жизни художница провела в Буши, в Хартфордшире. В музее этого городка находится большая коллекция её работ. Они включают в себя очень большие картины с изображениями лошадей — диких эксмурских пони, поло-пони, тяжеловозов. С 1975 года картины Кемп-Уэлч представлены Художественной галерее Мессума.
Её младшая сестра Эдит, которая умерла в 1941 году, также была художницей. Как и старшая сестра, она написала плакат для британских вооружённых сил — образ Великобритании с лозунгом «Помни Скарборо».